# Alicia Penalba
Alicia Penalba (San Pedro, 9 agosto 1918 – Parigi, 4 novembre 1982) è stata una scultrice argentina.
Oltre alla scultura, si dedicò al design e alla tessitura di arazzi.

## Biografia
Alicia Penalba nacque a San Pedro, nella provincia di Buenos Aires nel 1913. Inizialmente intraprese una carriera nel disegno e nella pittura. Tuttavia nel 1950, durante un suo soggiorno a Parigi, decise di dedicarsi interamente alla scultura. Penalba si specializzò in forme organiche verticali e trasse ispirazione dai colleghi Etienne Martin ed Etienne Hajdu. Le sue opere fanno parte del movimento di arte astratta non figurativa e si collegano con le opere di Martin, Hajdu, François Stahly, Karl-Jean Longuet, Simone Boisecq e Marta Colvin, artisti che misero in scena un rinnovamento della forma scultorea a partire dal 1950. Negli anni '60 il suo campo di lavoro si spostò leggermente verso sculture con un orientamento più orizzontale. Pur avendo creato molte sculture di tutte le forme e dimensioni, è meglio conosciuta per i suoi pezzi monumentali che possono essere trovati in tutto il mondo. La sua statua Il grande doppio è inclusa nel giardino delle sculture del Museo Kröller-Müller di Otterlo, nei Paesi Bassi, mentre la sua versione del 1972 è esposta all'esterno dell'edificio MGIC a Milwaukee, in Wisconsin. Morì a Parigi nel 1982.